# José Joaquín de Herrera
José Joaquín Antonio Florencio de Herrera y Ricardos fou un polític mexicà moderat i president de Mèxic en tres ocasions, així com general durant la Guerra Estats Units - Mèxic.
El 1844 fou president del Consell d'Estat quan el general Valentín Canalizo fou designat president interí per reemplaçar Antonio López de Santa Anna. Canalizo, tanmateix, no es trobava en la capital i, per tant, Herrera fou designat com a substitut mentre Canalizo arribava. Fou president només del 12 de setembre al 21 de setembre de 1844.
Tan sols dos mesos després, el Senat el designà de bell nou president interí, del 7 de desembre de 1844 fins al 30 de desembre de 1845. Durant la seva gestió, fou un president moderat que designà federalistes i centralistes en posicions importants. Fou durant aquest mandat que la República de Texas fou annexada pels Estats Units. El Senat de Mèxic trencà les relacions amb els Estats Units el 28 de març de 1845 i donà l'autoritat a Herrera de preparar les tropes per la guerra. Herrera, tanmateix, preferí les negociacions pacífiques. En no declarar la guerra, els seguidors de Santa Anna es revoltaren el 7 de juliol de 1845. Herrera i tres membres del seu gabinet foren empresonats per soldats rebels. Tot i així, Herrera imposà la seva autoritat, i fou alliberat. Guanyà les eleccions presidencials subsegüents, i començà un nou mandat com a president constitucional el 15 de setembre de 1845.
Els Estats Units reclamaven el territori al sud del riu Nueces com a part de l'estat de Texas, però aquests territoris no eren part del districte abans de la seva independència. Els Estats Units enviaren un batalló cap al Rio Grande, al sud del Nueces; les forces mexicanes capturaren els invasors. El 13 de maig de 1846, el Congrés dels Estats Units declarà la guerra Mèxic per "vessar sang nord-americana en terra nord-americana". Herrera, amb moltes dificultats, reuní una força de 6.000 homes que posà sota el comandament del general Mariano Paredes y Arrillaga i l'envià al nord a lluitar contra els invasors. Paredes, en comptes de marxar al nord, tornà a la capital i deposà el president Herrera. Posteriorment, durant la Guerra, Herrera reemplaçà Santa Anna com a comandant de l'exèrcit després de la Batalla de Huamantla, el 9 d'octubre de 1847. Tres dies després, el general Joseph Lane, entrà a Puebla. En acabar la guerra, el 30 de maig de 1848, Herrera fou elegit com a president, però declinà. Una comissió del Congrés de la Unió el visità i el convencé d'acceptar-la, argumentant que el país es trobava en perill d'una guerra civil. Acceptà, i ja que la ciutat de Mèxic encara es trobava ocupada per les tropes nord-americanes, Herrera establí el seu govern a Mixcoac.
Durant aquest mandat Herrera s'enfrontà a diversos problemes: una epidèmia de còlera, aixecaments d'indígenes a Misantla i Yucatán (la Guerra de Castas), un aixecament de Mariano Paredes. Juan de Dios Cañedo fou assassinat, i els seguidors de Santa Ana culparen Herrera, argumentant que Cañedo tenia documents que mostrarien que Herrera volia negociar amb els Estats Units la pèrdua de Texas a canvi d'una compensació. Herrera aprovà la concessió per a la construcció del ferrocarril entre la ciutat de Mèxic i Veracruz—el primer a Mèxic—i una d'altra de telègraf entre la ciutat de Mèxic i Puebla. Herrera entregà el poder el 15 de gener de 1851 i es retirà a la vida privada. El president Mariano Arista el designà director del Monte de Piedad, fins al 1853. Morí el 10 de febrer de 1854 a la ciutat de Mèxic.